# Bat (waluta)
Bat, bat tajski (język tajski: บาท trb. baat) – waluta Tajlandii.
Kurs dolara amerykańskiego: 1 USD = 29.91 THB (stan na 12 lutego 2021 roku).
Monety występują w nominałach:
- 25 satangów
- 50 satangów
- 1 bat
- 2 baty
- 5 batów
- 10 batów

Monety 1, 5 i 10 satangów nie występują w powszechnym obiegu.
Banknoty występują w nominałach:
- 20 batów
- 50 batów
- 100 batów
- 500 batów
- 1000 batów